# بانگونیا، نیو ساوت ولز
بانگونیا (به انگلیسی: Bungonia) یک منطقه مسکونی در استرالیا است که در نیو ساوت ولز واقع شده‌است.